# اندیس جنوب غربی تویه
جنوب غربی تویه یک اندیس غیرفلزی است که در حوالی شهر کیاسر استان سمنان قرار دارد و مادهٔ معدنی موجود در آن، فلوئورین است.سنگ میزبان این اندیس دولومیت است و دیرینگی آن به دوران وندین,کامبرین پیشین می‌رسد. در این اندیس، پاراژنز‌های گالن,باریت یافت می‌شوند.